# نیوناتا (آرکانزاس)
نیوناتا (به انگلیسی: Newnata) یک منطقهٔ مسکونی در ایالات متحده آمریکا است که در شهرستان استون، آرکانزاس واقع شده‌است. نیوناتا ۱۸۸٫۰۶ متر بالاتر از سطح دریا واقع شده‌است.